# 8761 Крейн
8761 Крейн (8761 Crane) — астероїд головного поясу, відкритий 25 березня 1971 року. Названий на честь Журавля сірого, англ. Crane.
Тіссеранів параметр щодо Юпітера — 3,626.